# قسم الحرب بكلية كينجز لندن
قسم الحرب بكلية الملك في لندن هو قسم أكاديمي [الإنجليزية] في كلية الدراسات الأمنية في كلية الملك في لندن، بالمملكة المتحدة. يعتبر القسم من بين أفضل أقسام الحروب في العالم، ومن أفضل الأماكن للدراسات الحربية والدفاعية والسياسية والعلاقات الدولية في العالم.
ويضم خريجي القسم كبار المسؤولين الحكوميين والعسكريين والدبلوماسيين والصحفيين والأكاديميين ورجال الأعمال. ومن بينهم رئيس الوزراء السابق الممثل الخاص للأمين العام للأمم المتحدة في العراق نيكولاي ملادينوف والقائد العام للبحرية الملكية السابق السير روبرت فراي. ويرتبط القسم بالعديد من مراكز التفكير الاستراتيجي ومؤسسات السياسة الخارجية. كما يضم العديد من المعاهد والمراكز البحثية، بما في ذلك مركز ليديل هارت للأرشيفات العسكرية.
منذ عام 2016، كان رئيس القسم مايكل رينسبورو، الذي هو أيضا أستاذ النظرية الاستراتيجية. يقع قسم دراسات الحرب في الطابق السادس من مبنى الملك على حرم ستراند في جامعة لندن الملكية.

## روابط خارجية
- الموقع الرسمي لقسم الحرب بكلية الملك في لندن